# Hed û Sed
Hed û Sed bedeutet so viel wie „Recht und Ordnung“ oder „Regeln und Grenzen“ und sind die Grundprinzipien der Jesiden. Diese Gebote sind verpflichtend für alle Jesiden. Wesentliches Merkmal ist das Endogamiegebot, das besagt, dass man nur als Jeside geboren werden kann, wenn beide biologischen Elternteile auch als Jesiden geboren worden sind und derselben Kaste angehören. Eine andere Möglichkeit, Jeside zu werden, besteht nicht. Eine Heirat, die nicht „Hed û Sed“ entspricht, führt zum Ausschluss aus der Gemeinschaft.

## Hed û Sed in Qewls
Der Terminus „Hed û Sed“ ist fester Bestandteil der Jesiden und findet sich auch in ihren sakralen Texten namens „Qewl“ wieder, so zum Beispiel im:
- Qewlê Zebûnî Meksûr:[2]

| Padşê min xoş kir sihbete      | Mein Herr sprach angenehm                           |
| Padşa û kase û mihbete         | Der Herr und der Pokal und die Liebe                |
| Ewan çêkiribû Hed û Sede       | Sie hatten Regeln und Grenzen erschaffen            |
| Lêk rûniştin mihbete           | Dort hatte die Liebe ihren Platz                    |
| Hed û Sed çêkir                | Mein Herr hat Regeln und Grenzen festgelegt         |
| Heqîqet û şerî‘et jêk cîhe kir | Er trennte Scharia und Wahrheit voneinander         |
| Sunetxane mixfî bû, dahir kir  | Die Tradition war verborgen worden, er enthüllte es |

- Qewlê Padşay:[3]

| Padşê min dinîya şê kir     | Mein Herr hat die Welt erschaffen   |
| Bi Hed û Sed, rêk û pêk kir | Er hat Recht und Ordnung erschaffen |
| Bênî Adem têde xinê kir     | Er hat Adam erschaffen              |

- Qewlê Dayik û Baba:[4]

| Firwarek hat ji e‘zmana              | Ein Befehl kam aus dem Himmel                                       |
| Rê û risim, û Hed û Sed bo me danane | Er hat uns den Weg gezeigt und Recht und Ordnung für uns erschaffen |
| Êk ji wan wesîyeta dayik û babane    | Eines davon ist das Vermächtnis von Mutter und Vater                |

## Regeln und Pflichten
Folgende Regeln und Pflichten gelten für alle Jesiden:
1. In der sozialen Hierarchie hat jede Person einen ganz bestimmten Platz.
2. Loyalität ist gegenüber den Mitgliedern der eigenen Gruppe und der religiösen Führer (Scheich, Pir, Murid) verpflichtend.
3. Die Fürstenfamilie verfügt über beherrschende Macht. Ihre Beziehungen zu den anderen Kastengruppen ist geregelt.
4. Die Rolle und Position eines Mitglieds der Gemeinschaft und die Grenzen der Mobilität sind festgelegt.
5. Allein durch Geburt kann man Mitglied der Gemeinschaft der Jesiden werden. Dabei müssen beide Elternteile Jesiden aus derselben Kaste sein.
6. Der Wechsel von der Gruppe der Scheich, Pir oder Muriden in eine andere Kastengruppe ist nicht möglich. Ebenso ist eine Heirat außerhalb der Kastengruppe nicht möglich.
7. Die Pflichten und Aufgaben innerhalb der Gruppen, z. B. die der Scheich oder Pir, sind genau definiert.
8. Jeder Jeside in der Gemeinschaft muss einen Scheich und einen Pir haben.
9. Innerhalb der eigenen Gruppe sollen die Mitglieder der Gemeinschaft solidarisch miteinander sein.